# Erika Bergheim
Erika Bergheim (* 8. September 1961 in Hürth) ist eine deutsche Köchin.

## Werdegang
1982 begann Erika Bergheim eine Kochlehre bei Berthold Bühler im Hotel Sheraton in Essen. 1985 kochte sie im Schlosshotel Hugenpoet in Essen und 1987 im Restaurant Elysée, 1989 als Küchenchefin. Ab 1990 war sie im Verkauf und Einkauf im De Pastre Frischeparadies in Essen tätig, 1994 arbeitete sie als Disponentin bei Feinkost Palmieri in Bochum. Bergheim hospitierte bei Lothar Eiermann in Friedrichsruhe, Daniel Boulud in New York und Patrick O’Connell in Virginia. 1997 schloss sie die Ausbildung als Küchenmeisterin ab.
Von 1997 bis 2021 kochte Bergheim erneut im Schloss Hugenpoet in Essen. 2003 wurde sie Küchenchefin im Restaurant Nero, das ab 2009 mit einem Michelinstern ausgezeichnet wurde. 2013 wurde es geschlossen. 2016 eröffnete das Restaurant Laurushaus, das seit 2018 stets einen Michelinstern trug.
Im November 2021 eröffnete Bergheim während der Corona-Pandemie das Restaurant Pierburg Erika Bergheim in Essen.
Ihren Küchenstil bezeichnet sie als "modern puristische Küche". Erika Bergheim ist verheiratet.

## Auszeichnungen
- 2009–2013: Ein Michelinstern für das Restaurant Nero in Essen[3]
- 2018–2020: Ein Michelinstern für das Restaurant Laurushaus in Essen[4]